# Premio Nobel
El Premio Nobel (pronunciado /nobél/, aunque está muy extendida la pronunciación llana /nóbel/; en sueco, Nobelpriset; en noruego, Nobelprisen) es un galardón internacional que se otorga cada año para reconocer a personas o instituciones que hayan llevado a cabo investigaciones, descubrimientos o contribuciones notables a la humanidad en el año anterior o en el transcurso de sus actividades.
Los premios se instituyeron en 1895 como última voluntad de Alfred Nobel, industrial sueco, y comenzaron a entregarse en 1901 en las categorías de Física, Química, Fisiología o Medicina, Literatura y Paz.
Ante la inexistencia del Premio Nobel de Ciencias Matemáticas, Sophus Lie fue el primero en proponer la creación del Premio Abel cuando en 1897 se enteró de que Alfred Nobel no tuvo la intención de crear un premio de Matemática; el Premio Abel es otorgado por la Academia Noruega de Ciencias y Letras en honor al matemático noruego al que debe su nombre. De igual manera, en 1933 se instauró la Medalla Fields, cuyo galardón ostentaba la Medalla Internacional para Descubrimientos Sobresalientes en Matemáticas, en honor a John Charles Fields, matemático canadiense al que debe su nombre.[cita requerida]
El Comité Internacional de Ciencias Históricas creó en 2015 el Premio Internacional de Ciencias Históricas.
La Real Academia de las Ciencias de Suecia es la encargada de nombrar a los ganadores de los Premios Nobel de Física y de Química. La Asamblea del Nobel del Instituto Karolinska elige al ganador de Medicina, y la Academia Sueca nombra al ganador del de Literatura.  Todos se entregan en una ceremonia celebrada cada 10 de diciembre en Estocolmo, Suecia. El Nobel de la Paz, en cambio, es elegido por el Comité Noruego del Nobel, y se entrega en la ciudad de Oslo.
Los premios se entregan en forma anual. Cada persona o institución laureada recibe una medalla de oro, un diploma y una suma de dinero. Esta última, determinada por la Fundación Nobel, en 2013 ascendió a los 8 millones de coronas suecas, equivalente a unos 874 000 euros. El premio no puede otorgarse en forma póstuma, a menos que el ganador haya sido nombrado antes de su defunción. Si el premio es compartido, la cuantía de dinero se dividirá entre los ganadores, que no podrán ser más de tres personas.
A partir de 1968 se estableció también el Premio de Ciencias Económicas del Banco de Suecia en Memoria de Alfred Nobel gestionado por la Real Academia de las Ciencias de Suecia, que es común y erróneamente llamado «Premio Nobel de Economía», sin ser un Premio Nobel.

## Historia

### Testamento de Alfred Nobel

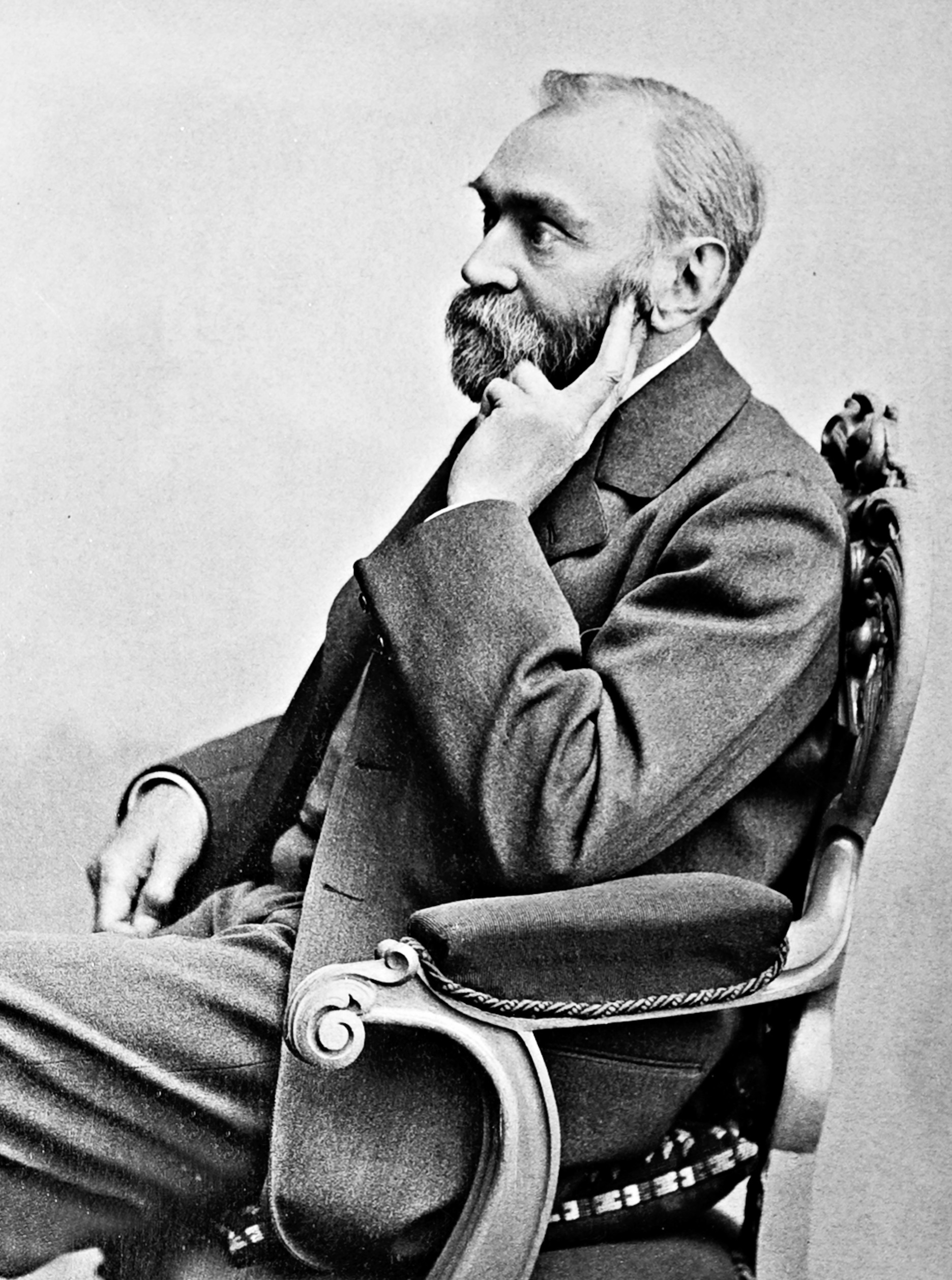
Alfred Bernhard Nobel. (Estocolmo, 21 de octubre de 1833 - San Remo, 10 de diciembre de 1896).

Alfred Nobel nació el 21 de octubre de 1833 en Estocolmo, Suecia, en el seno de una familia de ingenieros. Fue químico, ingeniero e inventor. En 1894 compró Bofors, una empresa siderúrgica de hierro y acero que convirtió en un importante fabricante de armamento. Nobel fue una figura conocida por hacer uso de la nitroglicerina como precursora de muchos otros explosivos militares sin humo, especialmente la cordita, y acabaría amasando una fortuna durante su vida gracias a sus 355 inventos, entre los que se encuentra la dinamita, el más famoso. Sin embargo, también arrastró sentido de la culpabilidad por el mal que sus invenciones pudieran haber ocasionado a la humanidad.
En 1888, Nobel se sorprendió al leer su propio obituario, al que habían titulado «El mercader de la muerte ha muerto», en un periódico francés. Dado que era su hermano Ludvig el que realmente había fallecido, el obituario se había publicado por error ocho años antes de la muerte de Alfred Nobel. Este artículo le desconcertó y le volvió aprensivo acerca de cómo sería recordado, inspirándole a cambiar su testamento.
Nobel escribió varios testamentos en vida; el último poco más de un año antes de morir, que firmó el 27 de noviembre de 1895 en el Club Sueco-Noruego de París. Para sorpresa generalizada, el último testamento de Nobel especificaba que su fortuna debería emplearse en crear una serie de premios para quienes llevasen a cabo "el mayor beneficio a la humanidad" en los campos de la física, la química, la fisiología o medicina, la literatura y la paz:

La totalidad de lo que queda de mi fortuna quedará dispuesta del modo siguiente: el capital, invertido en valores seguros por mis testamentarios, constituirá un fondo cuyo interés será distribuido cada año en forma de premios entre aquellos que durante el año precedente hayan realizado el mayor beneficio a la humanidad. Dicho interés se dividirá en cinco partes iguales, que serán repartidas de la siguiente manera: una parte a la persona que haya hecho el descubrimiento o el invento más importante dentro del campo de la física; una parte a la persona que haya realizado el descubrimiento o mejora más importante dentro de la química; una parte a la persona que haya hecho el descubrimiento más importante dentro del campo de la fisiología o la medicina; una parte a la persona que haya producido la obra más sobresaliente de tendencia idealista dentro del campo de la literatura, y una parte a la persona que haya trabajado más o mejor en favor de la fraternidad entre las naciones, la abolición o reducción de los ejércitos existentes y para la celebración y promoción de congresos por la paz. Los premios para la física y la química serán otorgados por la Academia Sueca de las Ciencias, el de fisiología y medicina será concedido por el Instituto Karolinska de Estocolmo; el de literatura, por la Academia de Estocolmo, y el de los defensores de la paz, por un comité formado por cinco personas elegidas por el Storting noruego. Es mi expreso deseo que, al otorgar estos premios, no se tenga en consideración la nacionalidad de los candidatos, sino que sean los más merecedores los que reciban el premio, sean escandinavos o no.
Fragmento del testamento de Alfred Nobel 

Alfred Nobel legó así el 94 por ciento de sus activos totales, 31 millones de coronas suecas, para establecer los cinco premios. Con el objeto de hacerse cargo de la fortuna y organizar la adjudicación de los galardones, sus albaceas Ragnar Sohlman y Rudolf Lilljequist formaron la Fundación Nobel.

### Fundación Nobel

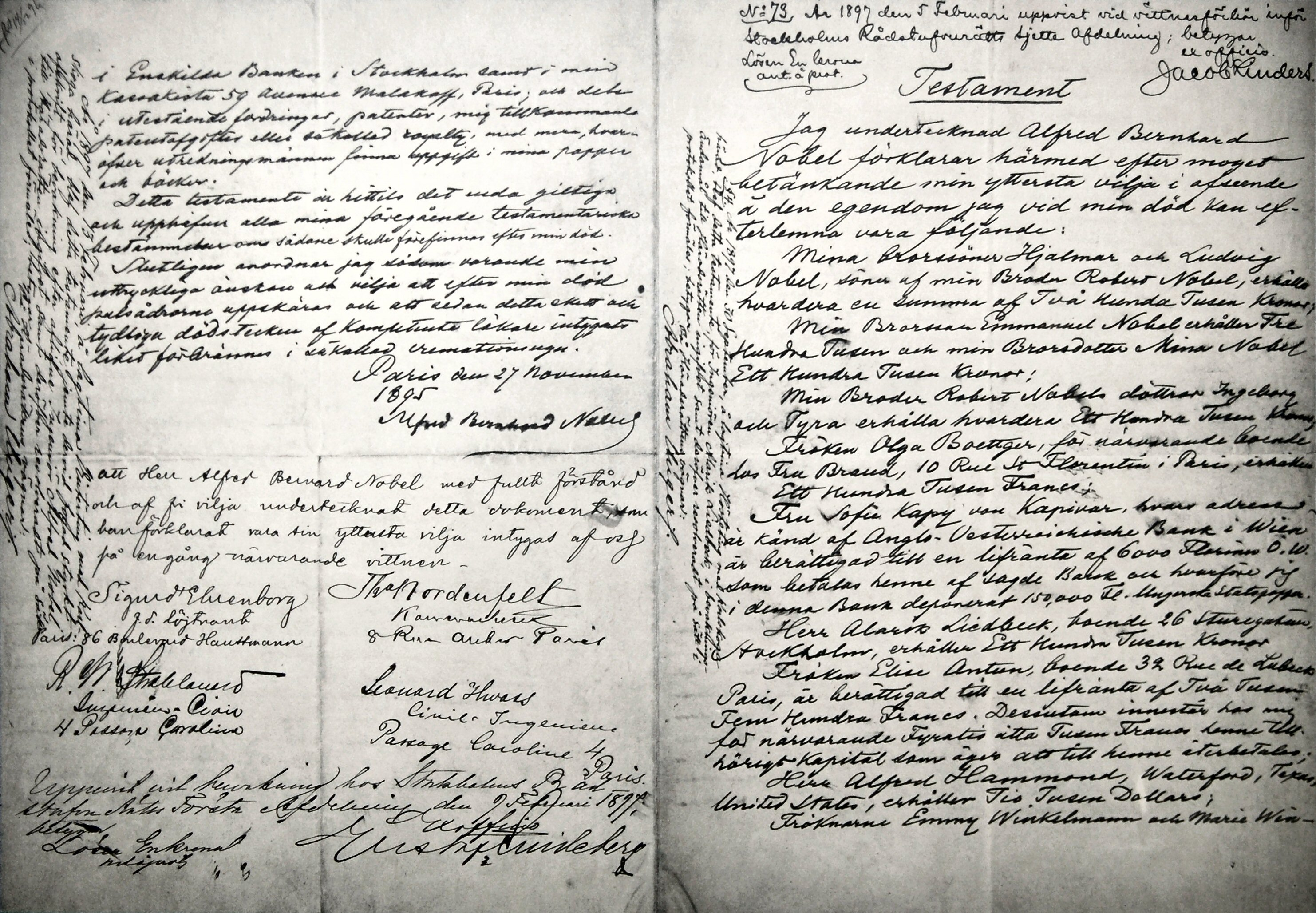
El testamento de Alfred Nobel estipuló que el 94 por ciento de su fortuna debía dedicarse a la creación de los premios.

La Fundación Nobel se instituyó como una organización privada el 29 de junio de 1900; tiene como función gestionar las finanzas y la administración de los premios. De acuerdo con la voluntad de Alfred Nobel, la tarea primordial de la fundación es la gestión de la fortuna que él mismo legó. Alfred Nobel y su hermano Robert estuvieron involucrados en negocios petrolíferos en Azerbaiyán y, según el historiador sueco E. Bargengren, que accedió a los archivos de la familia Nobel, la decisión de permitir la retirada de sus fondos en Bakú fue clave para que  pudieran establecerse los premios.
Otra importante tarea que lleva a cabo la Fundación Nobel es la promoción internacional de los premios y supervisar la administración informal relacionada con los mismos. La fundación no se involucra en el proceso de selección de los premiados, sino que, en cierta manera, es similar a una sociedad de inversiones, que invierte el patrimonio de Alfred Nobel con el objetivo de crear una sólida base de financiación para los premios y las actividades administrativas. Desde 1946 se encuentra exenta de todo impuesto en Suecia y, desde 1953, de los impuestos de inversión en los Estados Unidos. Desde los años 1980, las inversiones de la Fundación Nobel han generado mayores beneficios y, en 2007, sus activos alcanzaban las 3628 millones de coronas suecas (cerca de 560 millones de dólares).

### Primeros premios
Una vez establecida la Fundación Nobel y sus directrices, los comités del Premio Nobel comenzaron a reunir nominaciones para los premios inaugurales y enviaron una lista de candidatos preliminares a las instituciones que concederían los premios. Originalmente, el Comité Noruego del Nobel designó a figuras prominentes como Jørgen Løvland, Bjørnstjerne Bjørnson y Johannes Steen para dar credibilidad al Premio Nobel de la Paz. Finalmente otorgó el premio a dos destacadas figuras del creciente movimiento por la paz del final del siglo XIX: Frédéric Passy, cofundador de la Unión Interparlamentaria y Henry Dunant, fundador del Comité Internacional de la Cruz Roja.
El comité encargado del Premio Nobel de Física citó el trabajo sobre rayos catódicos de Philipp Lenard y el descubrimiento de los rayos X por parte de Wilhelm Röntgen, quien finalmente fue seleccionado por la Real Academia de las Ciencias. En el caso del Premio Nobel de Química, en las últimas décadas del siglo XIX, los químicos habían hecho muchas contribuciones significantes, por lo que la Academia "se enfrentó principalmente al mero hecho de decidir el orden en el que se debería adjudicar el premio a estos científicos". Recibió 20 nominaciones, 11 de las cuales proponían a Jacobus van 't Hoff, quien recibió finalmente el premio por sus contribuciones a la dinámica química.
La Academia Sueca eligió al poeta Sully Prudhomme para recibir el primer Premio Nobel de Literatura. Un grupo que incluía 42 escritores suecos, artistas y críticos literarios protestaron contra esa decisión, pues esperaban que León Tolstói fuese el laureado. Algunos, incluido el historiador Burton Feldman, han criticado este premio por considerar a Prudhomme un poeta mediocre. La explicación de Feldman es que la mayoría de los miembros de la Academia preferían la literatura victoriana, y que por ese motivo seleccionaron a un poeta victoriano. El premio en Fisiología o Medicina, por su parte, fue para el fisiólogo y microbiólogo Emil Adolf von Behring, quien durante la década de 1890 desarrolló una antitoxina para tratar la difteria, que hasta entonces causaba miles de muertes cada año.

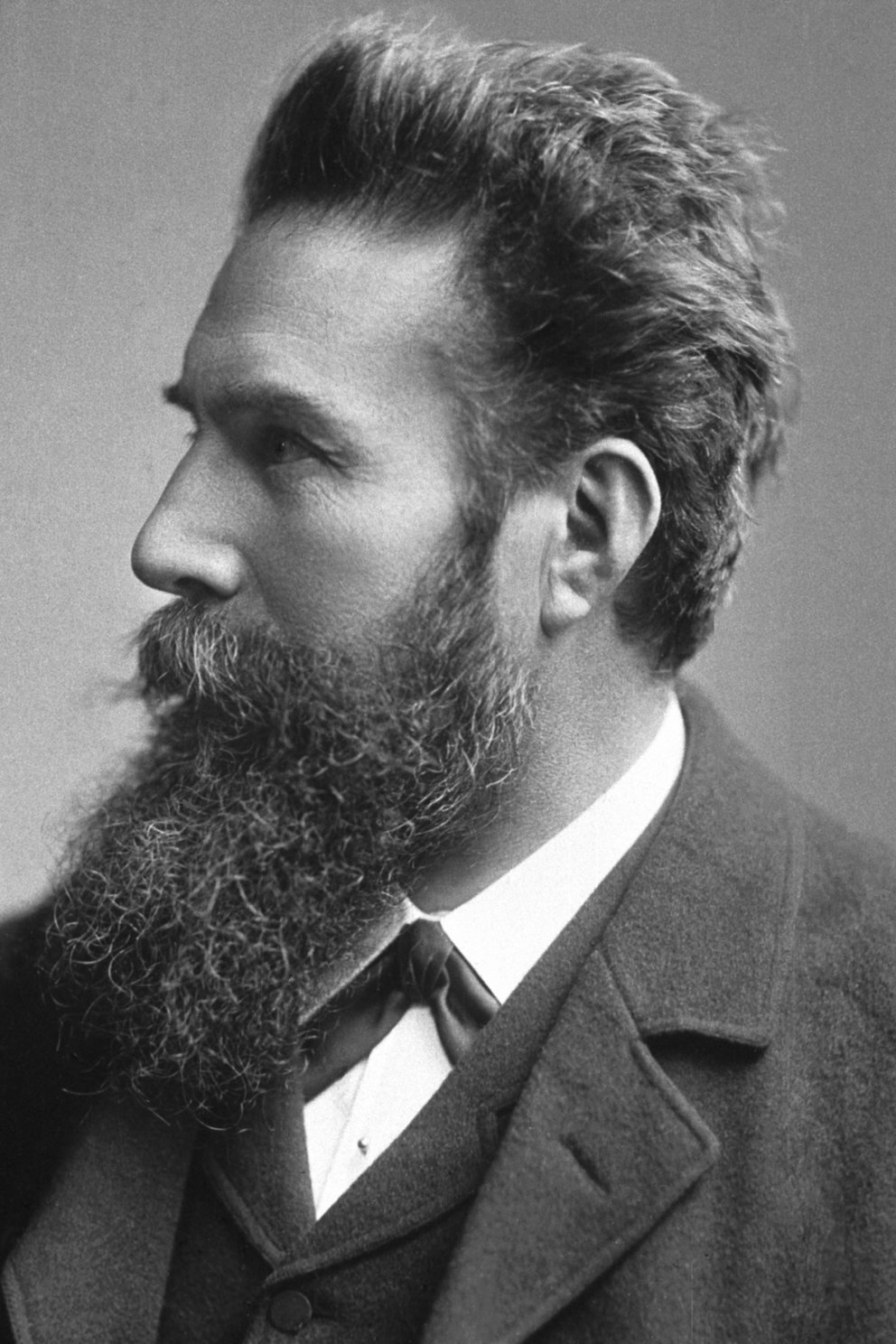
Wilhelm Röntgen, primer Nobel de Física.
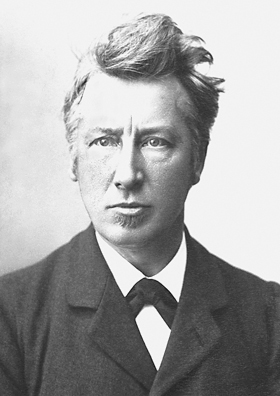
Jacobus Henricus van 't Hoff, primer Nobel de Química.
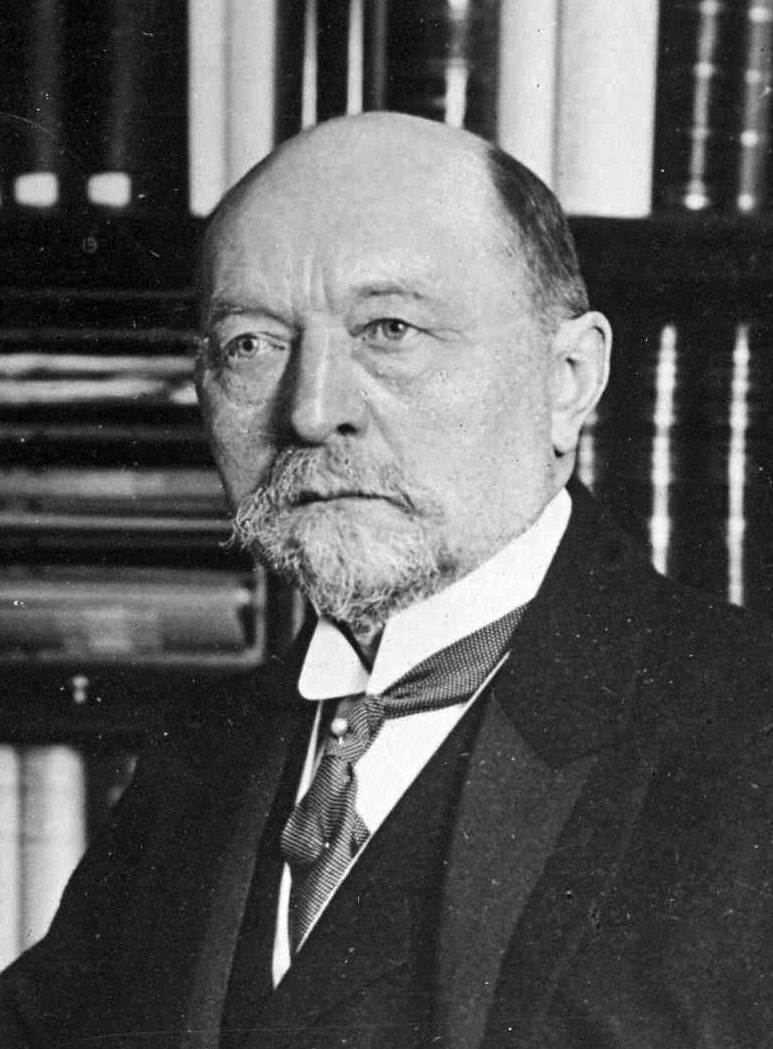
Emil Adolf von Behring, primer Nobel de Fisiología o Medicina.
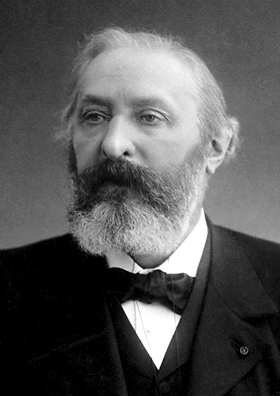
Sully Prudhomme, primer Nobel de Literatura.
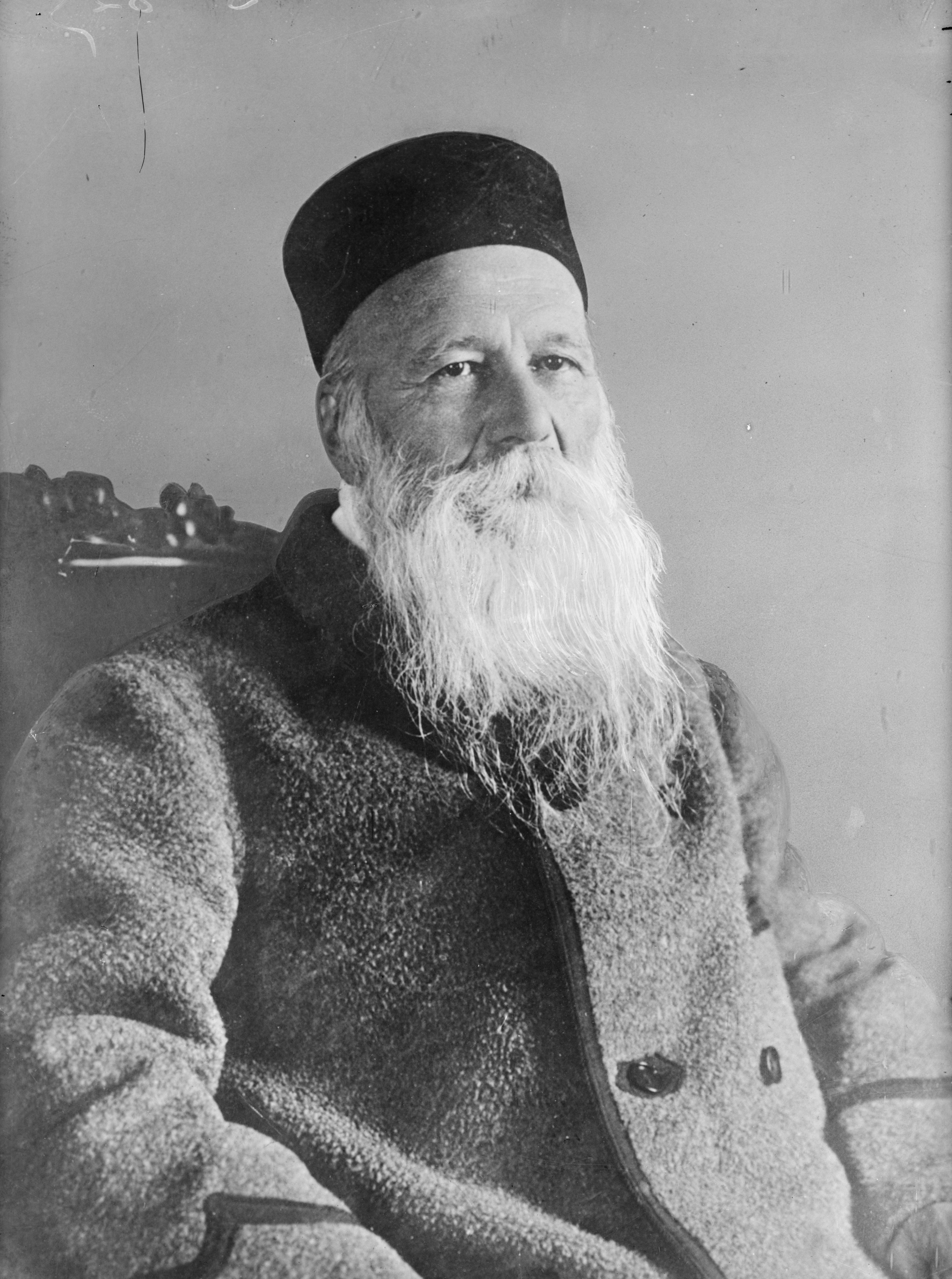
Jean Henri Dunant, primer Nobel de la Paz.
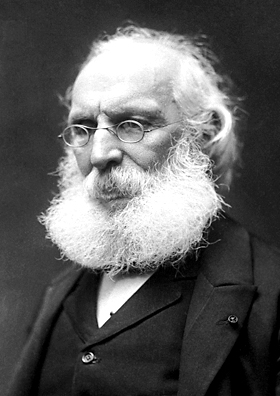
Frédéric Passy, primer Nobel de la Paz.

### Segunda Guerra Mundial
En 1938 y 1939 el gobierno de la Alemania nazi prohibió a los premiados Richard Kuhn, Adolf Butenandt y Gerhard Domagk aceptar sus galardones, aunque cada uno de ellos pudo posteriormente recibir el diploma y la medalla. A pesar de que Suecia era un país neutral durante la Segunda Guerra Mundial, los premios se celebraron irregularmente durante la contienda. En 1939, no se entregó el premio Nobel de la Paz, y debido a la ocupación de Noruega por Alemania, desde 1940 a 1942 no se entregó ninguno de los premios. Al año siguiente, se pudieron entregar todos excepto el Nobel de Literatura y el Nobel de la Paz.
Durante la ocupación de Noruega, tres miembros del Comité Noruego del Nobel huyeron al exilio. Los miembros restantes escaparon de la persecución de los nazis cuando la Fundación Nobel afirmó que el edificio del Comité en Oslo era propiedad sueca, convirtiéndose en un refugio seguro de los militares alemanes, que no estaban en guerra contra Suecia. Estos miembros continuaron con la labor del Comité, pero no entregaron ningún premio. Ya en 1944, la Fundación Nobel, junto a los tres miembros en el exilio, se aseguró de que se presentaran nominaciones para el Nobel de la Paz y que el premio fuese entregado de nuevo.

### Premio en Ciencias Económicas
Con motivo de su tercer centenario, el Sveriges Riksbank, el banco central sueco, donó en 1968 una importante suma de dinero a la Fundación Nobel para que se emplease en la creación de un premio en honor a Alfred Nobel, el Premio en Ciencias Económicas, que se entregó por primera vez al año siguiente a Jan Tinbergen y Ragnar Frisch «por haber desarrollado y aplicado modelos dinámicos para el análisis de los procesos económicos». La Real Academia Sueca de las Ciencias se convirtió desde entonces en la responsable de seleccionar a los premiados. Aunque no es realmente un Premio Nobel, se lo identifica íntimamente con estos premios; de hecho, los galardonados se anuncian junto a los ganadores del Premio Nobel, y el premio se presenta en la misma ceremonia de entrega del Premio Nobel en Suecia. La Junta directiva de la Fundación Nobel decidió que tras esta incorporación, no se permitiría la creación de nuevos premios adicionales.

### Otros premios

#### Premio en Ciencias Matemáticas
No están gestionados por los Nobel, pero los premios más prestigiosos son el Premio Abel y la Medalla Fields, siendo sus equivalentes en esta disciplina. Sophus Lie fue el primero en proponer la creación del Premio Abel cuando en 1897 se enteró de que Alfred Nobel no tenía intención de crear un premio de Matemáticas, siendo otorgado por la Academia Noruega de Ciencias y Letras 
en honor al matemático noruego al que debe su nombre. De la misma forma, ante la inexistencia del Premio Nobel de Ciencias Matemáticas se instauró en 1933 la Medalla Fields, cuyo galardón ostentaba la Medalla Internacional para Descubrimientos Sobresalientes en Matemáticas, en honor al matemático canadiense al que debe su nombre.

#### Premio en Ciencias Históricas
Desde 2014-2015, el Comité Internacional de Ciencias Históricas (International International Committee of Historical Sciences / Comité international des sciences historiques), la asociación internacional de Ciencias Históricas fundada en Ginebra el 14 de mayo de 1926, concede el Premio Internacional de Historia del CICH, Jaeger-LeCoultre, al "historiador que se ha distinguido en el campo de la Historia por sus obras, publicaciones o docencia, y haya contribuido significativamente al desarrollo del conocimiento histórico". Aunque no es un "Premio Nobel" está considerado como el equivalente en Ciencias Históricas. El jurado del Consejo del CISH, que cuenta con 12 miembros de diferentes países, selecciona al ganador dentro de un grupo de candidatos excelentes y altamente calificados. Solo los miembros colectivos del CISH (sus comités nacionales o sus organizaciones afiliadas internacionales) pueden presentar candidatos.
La Medalla obtenida fue realizada en 2015 por el grabador francés Nicolas Salagnac, en un dibujo del artista ruso Yuri Vishnevsky referenciando a Clio y la esfera de un reloj con el emblema. El primer premio fue para Serge Gruzinski (Escuela de Altos Estudios en Ciencias Sociales y CNRS, París, Francia) entregado el 26 de agosto de 2015 en el XXI Congreso Internacional de Ciencias Históricas.

## Premios
Los estatutos de la Fundación Nobel establecieron que las instituciones que conceden los premios entreguen a cada galardonado una medalla de oro con la imagen de Alfred Nobel, un diploma acreditativo y una cuantía económica.

### Medalla
Las medallas del premio Nobel, acuñadas por Myntverket en Suecia y la Casa de la Moneda de Noruega desde 1902, son marcas registradas de la Fundación Nobel.
Las medallas acuñadas en Suecia (las de las correspondientes categorías de Física, Química, Fisiología o Medicina y Literatura) fueron diseñadas por el escultor y grabador Erik Lindberg con el mismo anverso: una imagen de Alfred Nobel de perfil izquierdo, acompañada de sus fechas de nacimiento y fallecimiento. En el reverso comparten la misma inscripción en latín: Inventas vitam juvat excoluisse per artes (Descubierto para ayudar a mejorar los conocimientos), mientras que las imágenes varían en función a los símbolos correspondientes a cada una de las instituciones que las otorgan.
En cambio, la medalla de la Paz fue realizada por el noruego Gustav Vigeland. Posee también una imagen de Alfred Nobel en el anverso, pero con un diseño ligeramente distinto. En el reverso, por su parte, la medalla del Nobel de la Paz cuenta con la cita Pro ritmo et fraternitate gentium (Para ritmo y la hermandad de las naciones).
Para la primera edición de los premios, en 1901, las medallas no pudieron ser entregadas a tiempo y en su lugar se entregaron unas medallas temporales, también con la efigie de Alfred Nobel, aunque fabricadas en un metal menos valioso, hasta que se pudieron finalizar las medallas definitivas, al año siguiente. El retraso en la finalización de las medallas se debió a que cada una de las instituciones que otorgan los premios debía aprobar los diseños de los reversos, algo que no estuvo exento de polémica. Desde 1902 todas las medallas han mantenido sus respectivos diseños.
Hasta 1980 todas las medallas fueron acuñadas en oro de 23 quilates. A partir de entonces se han realizado en oro verde de 18 quilates recubierto de oro de 24 quilates. Su peso varía en función del oro, pero cada medalla pesa de media unos 200 gramos; y su diámetro es de 66 milímetros.

### Diploma

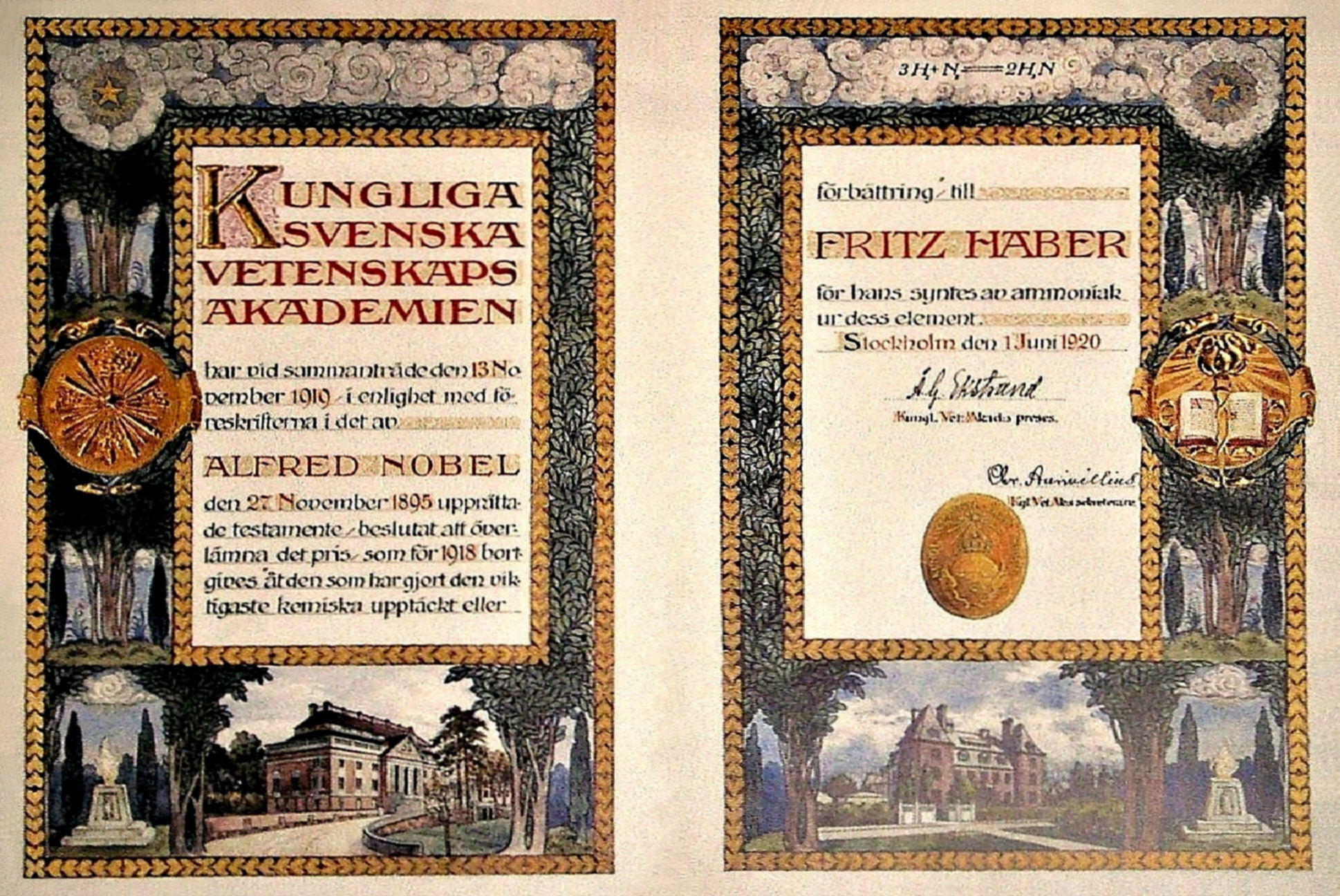
Diploma recibido en 1918 por Fritz Haber, Premio Nobel de Química.

Los laureados reciben un diploma directamente de las manos del rey de Suecia o bien, en el caso del Nobel de la Paz, del presidente del Comité Noruego del Nobel, en presencia del rey de Noruega. Cada diploma posee un diseño realizado especialmente por las instituciones que lo otorgan, que contiene una imagen y un texto donde se especifica el nombre de la persona laureada, además de que habitualmente se menciona la razón o razones de la concesión (con excepción del Premio Nobel de la Paz, cuyos diplomas jamás han incluido la justificación).

### Cuantía económica
Al mismo tiempo que los diplomas, se entrega un importante premio económico, cuyo monto depende de los ingresos de la Fundación Nobel de ese año. En 2013 ascendió a 10 millones de coronas suecas, equivalente a un millón de euros. La finalidad es evitar las preocupaciones económicas del laureado, para que pueda desarrollar mejor sus futuros trabajos, promoviendo así el desarrollo de la cultura, la ciencia y la tecnología del mundo. [cita requerida] Sin embargo, no es raro que los beneficiados opten por donar el dinero a causas científicas, culturales o humanitarias.
Si en una categoría, dos personas comparten el premio, la suma se divide. Si se trata de tres ganadores simultáneos, el comité de adjudicación puede repartirla en tres partes iguales, u otorgar la mitad a uno de los laureados y un cuarto a cada uno de los restantes.
En septiembre de 2020, se anunció que la ceremonia no sería presencial, por primera vez desde 1944.

## Laureados múltiples
Cinco personas han recibido dos veces el Nobel: 
- Marie Curie recibió el Nobel de Física en 1903 en reconocimiento por los extraordinarios servicios rendidos en sus investigaciones conjuntas sobre los fenómenos de radiación descubiertos por Henri Becquerel y el de Química en 1911 por el aislamiento del radio y el polonio.
- Linus Pauling obtuvo el Nobel de Química en 1954 por su investigación en la naturaleza de los enlaces químicos y el de la Paz en 1962 por su activismo en contra de las pruebas nucleares terrestres.
- John Bardeen recibió el Nobel de Física en 1956 por la invención del transistor, y nuevamente el mismo en 1972 por la teoría de la superconductividad.
- Frederick Sanger obtuvo el de Química en 1958 por determinar la estructura de la insulina y también en 1980 por la invención de un método para determinar la secuencia base del ADN.
- Karl Barry Sharpless obtuvo el de Química en 2001 por la oxidación catalítica quiral y también en 2022 por el desarrollo de la química click.

Por otro lado, dos organizaciones han recibido el Premio Nobel de la paz en más de una ocasión. 
- La Cruz Roja, tres veces: en 1917 y 1944 por su trabajo durante las Guerras Mundiales, y en 1963 durante el año de su centenario.
- El Alto Comisionado de las Naciones Unidas para los Refugiados lo recibió en 1954 y 1981 por su asistencia a refugiados.